# Aminu Sani
Aminu Sani (Lagos, 14 mei 1980) is een voormalig Nigeriaans voetballer die als middenvelder speelde. Hij speelde centraal of links op het middenveld. 

## Carrière
Sani was een jeugdspeler van het Italiaanse Atalanta Bergamo. Hij was verder jeugdinternational voor Nigeria. In 1999 werd de kleine middenvelder (1,71 m) overgenomen door de Belgische topclub Club Brugge. Sani kon echter nooit doorbreken in het eerste elftal van blauw-zwart en speelde amper zeven wedstrijden in de Belgische hoogste klasse, soms als linksachter (met name in 2001–2002, zijn laatste volledige seizoen onder trainer Trond Sollied). In januari 2003 werd Sani verhuurd aan de Belgische tweedeklasser KFC Strombeek Brussels.
Sani verruilde Brugge voor de Israëlische eersteklasser Hapoel Beër Sjeva in juli 2003, samen met zijn ploegmaat José Duarte die ook op een zijspoor zat. Later keerde hij terug naar Italië, maar speelde hier in lagere reeksen bij Giulianova Calcio en Polisportiva Alghero. In 2008 tekende Sani bij de Servische club FK Radnički 1923.

## Erelijst
| Competitie        | Aantal      | Jaren       |             |             |
| Club Brugge       | Club Brugge | Club Brugge | Club Brugge | Club Brugge |
| ----------------- | ----------- | ----------- | ----------- | ----------- |
| Nationaal         |             |             |             |             |
| Beker van België  | 1x          | 2002        |             |             |
| Supercup          | 1x          | 2002        |             |             |
| Vriendschappelijk |             |             |             |             |
| Brugse Metten     | 1x          | 2001        |             |             |